# A Vida Fluminense
A Vida Fluminense fue una revista ilustrada publicada en Río de Janeiro entre 1868 y 1875, de periodicidad semanal.

## Historia
Escrita en portugués, su primer número apareció el 4 de enero de 1868, como sucesora de la publicación O Arlequim. Uno de sus principales colaboradores fue el ilustrador de origen italiano Angelo Agostini, que fue director artístico de la revista; tras la marcha de este se haría con el cargo Candido Aragonez de Faria. La revista cubrió la Guerra del Paraguay, desde una perspectiva teñida de patriotismo. Cesaría su publicación en 1875.